# A Change in Baggage Checks
A Change in Baggage Checks è un cortometraggio muto del 1914 diretto da George D. Baker.
È il film d'esordio dell'attrice Mary Anderson.

## Produzione
Il film fu prodotto da Broncho Billy per la Vitagraph Company of America.

## Distribuzione
Distribuito dalla General Film Company, il film - un cortometraggio in una bobina - uscì nelle sale cinematografiche statunitensi il 27 febbraio 1914. Il 7 gennaio 1918 fu fatto uscire in una riedizione distribuita attraverso la Favorite Films.